# 阿尔文·普兰丁格
阿尔文·卡尔·普兰丁格（英語：Alvin Carl Plantinga，1932年11月15日—），美国当代著名的基督教哲学家，现任圣母大学John A.O'Brien讲席教授。他的研究领域包括基督教神学、认识论和形而上学，特别是运用分析哲学的方法为基督教信仰辩护。他认为对上帝的信念与对他人心灵的信念处于相同的认识地位，即如果他人心灵可以合理地被接受，则对上帝的信念亦可合理地被接受。他同样论证恶的存在和全能、全知、全善的上帝构成不了矛盾。著作包括：《上帝与他心》(God and Other Mind,1967)、《必然性的本性》(The Nature of Necessity,1974)、《上帝、自由和恶》(God,Freedom and Evil,1974))、《上帝有本性吗？》（1980），还有著名的知识论三部曲（包括《保证：当前的争论》(Warrant:The Current Debate，1993）、《保证与恰当功能》（Warrant and Proper Function，1993）、《基督教信念的知识地位》（The Warranted Christian Belief,2000)。他曾受邀在享誉全球的吉福德讲座（Gifford Lectures）做过三次演讲。1980年，《时代周刊》将普兰丁格誉为“全美基督教哲学的领军人物”。

## 个人档案

### 家庭背景
普兰丁格于1932年11月15日出生于密西根州的安娜堡，父亲名为康那理惟士(Cornelius)，母亲莱缇（Lettie）。普兰丁格的父亲是来自荷兰的第一代移民，祖籍为荷兰的弗里斯兰省。普兰丁格的父亲获得了杜克大学哲学博士学位，并拥有心理学硕士学位，他曾多年在不同的大学任教。普兰丁格父母育有四子，其他三子分别为：Cornelius "Neal" Plantinga, Jr 、Leon和Terrell。
普兰丁格于1955年与凯瑟琳（Kathleen De Boer）结婚。他们育有两个儿子和两个女儿，分别为：Carl、Jane、Harry和Ann。

### 教育背景
普兰丁格一家的生活起初颇为拮据，直到1941年，他的父亲在密西根觅得一个稳定的教职，家庭条件才得以好转。后来他的父亲到北达科他州詹姆斯顿学院（Jamestown College）任教。，普兰丁格在那里读高中，因为高中课程十分枯燥，因而只对体育十分热衷。读完高中11年级后，普兰丁格在父亲的坚持下，入大学接受进一步教育，随后（1949年）听从父亲建议，在17岁生日前就读于詹姆斯顿学院。同年，普兰丁格的父亲接受大急流城加尔文大学的一个教席，为了和家人生活在一起，1950年1月，普兰丁格转入加尔文大学。在加尔文大学的第一个学期，普兰丁格申请并获得了哈佛大学的奖学金，从1950年秋季开始，他到哈佛大学开始了两个学期的求学生涯。1951年哈佛大学春假期间，普兰丁格参加了加尔文大学的一些哲学课程，并得到了哲学教授William Harry Jellema的关注。随后普兰丁格回到加尔文大学更随他学习哲学。从1954年开始，在密西根大学进行他的本科学习，指导他的教师有William Alston、 William Frankena和Richard Cartwright等。一年后，普兰丁格转入耶鲁大学就读，并于1958年在获得博士学位。

### 执教生涯
1957年，普兰丁格便在耶鲁大学做哲学系的讲师，1958年，他到韦恩州立大学任哲学系教授。1963年，他接替退休的Jellema到加尔文大学执教，在加尔文大学呆了19年之后，普兰丁格于1982年开始在圣母大学执教。

### 职位及荣誉
普兰丁格在1981-1982年担任美国哲学协会西部分会的主席，1983-1986年任基督教哲学家协会（Society of Christian Philosophers）主席。
他还分别获得以下大学的荣誉学位：格拉斯哥大学（1982）、加尔文大学（1986）、北园学院（1994）、阿姆斯特丹自由大学（1995）、杨百翰大学（1996）、瓦尔帕莱索大学（1999）。
他于1971-1972年当选“古根海姆学者”，1975年当选为美国艺术与科学研究院会员。2006年，圣母大学哲学和宗教中心把杰出学者奖学金更名为阿尔文·普兰丁格奖学金。

## 哲学思想

### 自由意志辩护
在《必然性的本性》一书中，普兰丁格提出了自由意志辩护来解决罪恶问题。他旨在表明全知全能全善的上帝与罪恶的存在并不构成矛盾，而其他许多哲学家认为这构成矛盾。普兰丁格的论证可以简单地表述如下：“可能存在这样的情况：即使上帝全能，但是他也不能造出从不选择作恶的自由人。进而，这种情况也变得可能：即使上帝全善，如果道德的至善需要能够进行自由伦理行为的人，上帝仍然可以造出一个充满罪恶的世界。”当代许多哲学家接受了普兰丁格的论证，所以罪恶的问题只限于在证据层面存在，在逻辑层面，上帝和罪恶的存在并不构成矛盾或者不一致，当然，还有些哲学家认为逻辑方面的矛盾并没有消除。

### 改革宗的认识论
普兰丁格对认识论领域的贡献在于他称之为“改革宗的认识论”的宗教认识论。根据改革宗的认识论观点，即使没有上帝存在的证据，对上帝的信仰仍然是理性的并且可以得到保证的。更进一步说，他认为对上帝的信仰是正当的基本信念。普兰丁格最后发展出了一种外在论的宗教认识论，论证对上帝的信仰可以独立于证据而得到保证，这种认识论被他称为恰当的功能论（Proper functionalism）。在他认识论的三部曲中，他阐述了他的这种恰当功能论：在第一部《担保：当前的争论》（Warrant: The Current Debate）中，普兰丁格介绍、评析了分析哲学的认识论，特别是 Chisholm、BonJour、Alston、Goldman等的著作； 在第二部《保证和恰当的功能》一书中，他介绍了保证（Warrant）这个概念用以替代证明（Justification）概念，并深入讨论了自我认知、记忆、感知、可能性；2000年，三部曲的最后一部《基督教信念的知识地位》出版。他把他保证理论运用到讨论基督教有神论信仰是否可以得到保证。他论证说这是可以的。但是很显然，这本书并没有讨论基督教有神论的信仰是否为真这个问题。

### 模态本体论论证
普兰丁格用一种更严格形式的模态逻辑发展了Norman Malcolm和Hartshorne上帝存在的本体论证明。

### 反自然主义的进化论证
在他的反自然主义的进化论论证中，普兰丁格声称进化论是自然主义的一个认识论上的否决因子（例如，如果进化论是正确的，它就会损害自然主义）。他的论证如下：如果进化论和自然主义都为真，人类的认识能力通过进化产生有生存价值的信念（在获得食物、争斗和繁衍上取得最大的成功），而不是必然产生正确的信念。所以，在这种自然-进化的模式中，既然人类的认识能力只是为适应生存而演进，而非为产生真理而演进，那么，这种认识能力的成果（包括自然主义和进化论）的真实性就值得怀疑了。换一种角度，如果是上帝根据自己形象用进化的手段（或者其他手段）创造人类，那么这种认识功能就更显得可靠了。

### 有关进化论和智能设计的观点
2009年普兰丁格作了一个关于进化论和宗教的讲座。他表明了他对红衣主教Christoph Schonborn以下看法的支持：“进化论在共同祖先这个意义上是正确的，但是新达尔文主义的进化论，即‘无方向、无计划随机的自然选择是不正确的’。面对诸多证据，任何否认或者消解生物设计理论的思想都是空想，不是科学。”普兰丁格相信：“不同的人对于进化论有不同的理解。有些理解可以和基督教信念一致，有些却不能。” “像我们这样理性的存在者不能仅仅靠随机产生。”他声称进化论是“完全无主导随机的过程”这个观念和“基督教信念不相容”，“上帝按照自己的形象造人，他可以选择用进化的过程来完成。但是我们的存在不是随机的。”
普兰丁格曾支持过智能设计运动（Interlligent Design Movement，IDM）。他曾是起源委员会（Ad Hoc Origins Committee）的会员，该委员会支持Philip E. Johnson一书《审判达尔文》（Darwin on Trial）反对古生物学家Stephen Jay Gould于1992年在《科学美国人》上发表的针对基督教的苛刻评论。普兰丁格为《审判达尔文》一书封底撰文表示支持。
普兰丁格是支持智能设计的ISCID（International Society for Complexity, Information, and Design)（即将解体）协会会员，曾经出席了该协会的智能设计会议。